# Château de Jarocin
Le château de Jarocin (en polonais: Pałac Radolińskich w Jarocinie; en allemand : Schloß Jarotschin) est un château néogothique situé à Jarocin en Grande-Pologne.

## Historique
La seigneurie de Jarocin est l'une des plus anciennes de Grande Pologne, puisqu'elle remonte au comte Janko de Jarocin qui l'obtient en 1258 de la part du duc Boleslas. Elle est encore agrandie au XVe siècle. En 1662, elle appartient au sénateur du Saint-Empire, le comte Andreas Leszczyc de Radolin-Radolinski, l'une des familles des plus anciennes de Pologne, puisqu'elle remonte au XIe siècle. Son descendant, le comte Emmerich Ladislaus von Radolin, alors que la contrée fait partie du royaume de Prusse et de la Posnanie, fait démolir l'ancien château fort inconfortable pour faire bâtir par Friedrich August Stüler un château dans le goût gothique anglais en 1847-1853 avec un grand jardin d'hiver. Le comte siège à la chambre des seigneurs de Prusse et possède vingt-deux mille morgen de terres.
C'est ici que naît son fils Hugo von Radolin (1841-1910) qui fut ambassadeur à Paris et qui fait agrandir le château en 1911-1912 par l'architecte Frietsch. Le prince Hugo von Radolin y meurt en 1917. La famille Radolin est expulsée en 1945 à l'arrivée de l'Armée rouge et du pouvoir communiste.
Aujourd'hui, le château sert de bibliothèque publique, d'école supérieure de musique, et abrite la filiale locale de la Société d'histoire polonaise. Le château a perdu son parc à l'anglaise et se trouve dans un état qui nécessite des restaurations.

## Illustrations

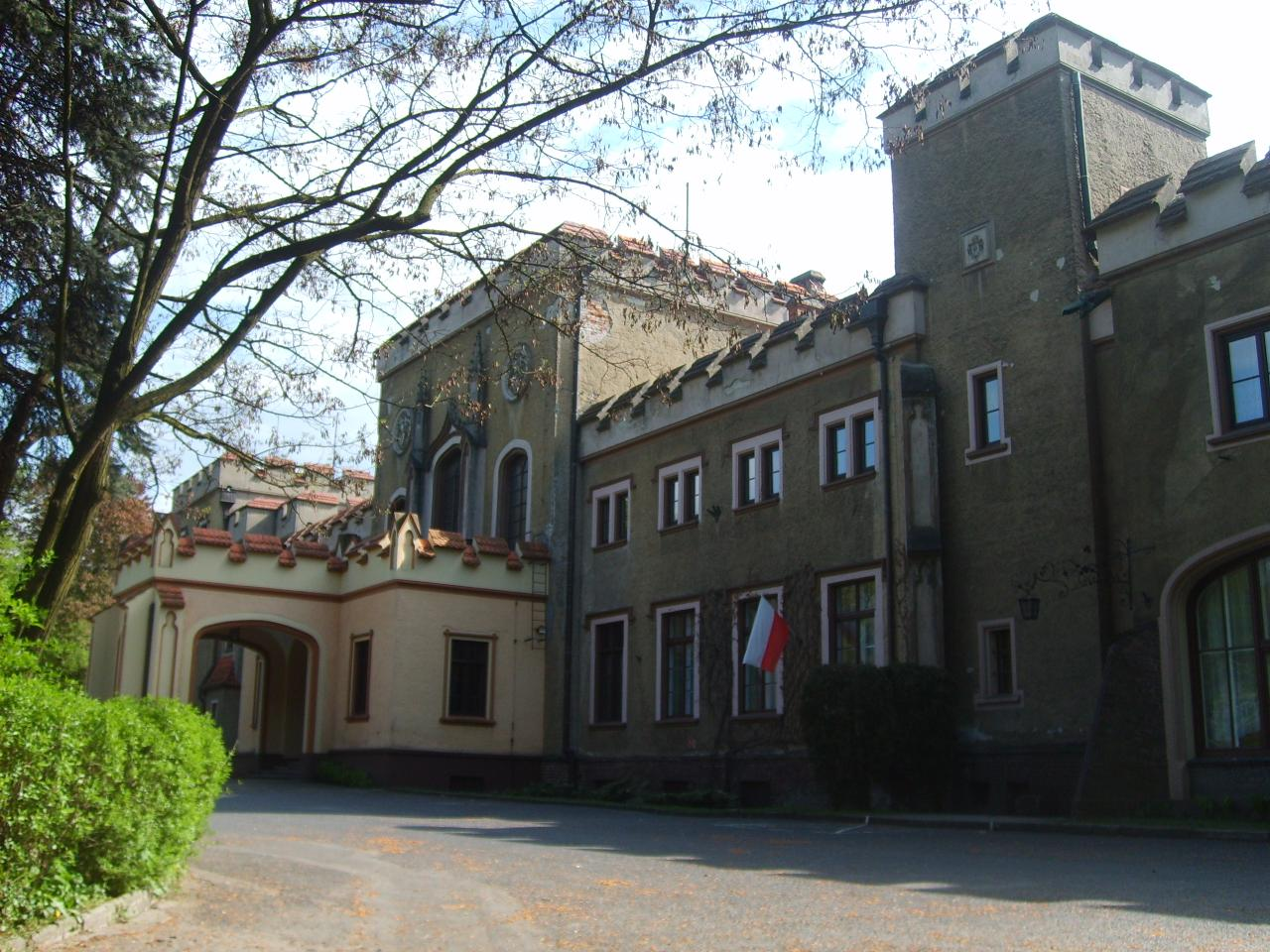
Entrée du château
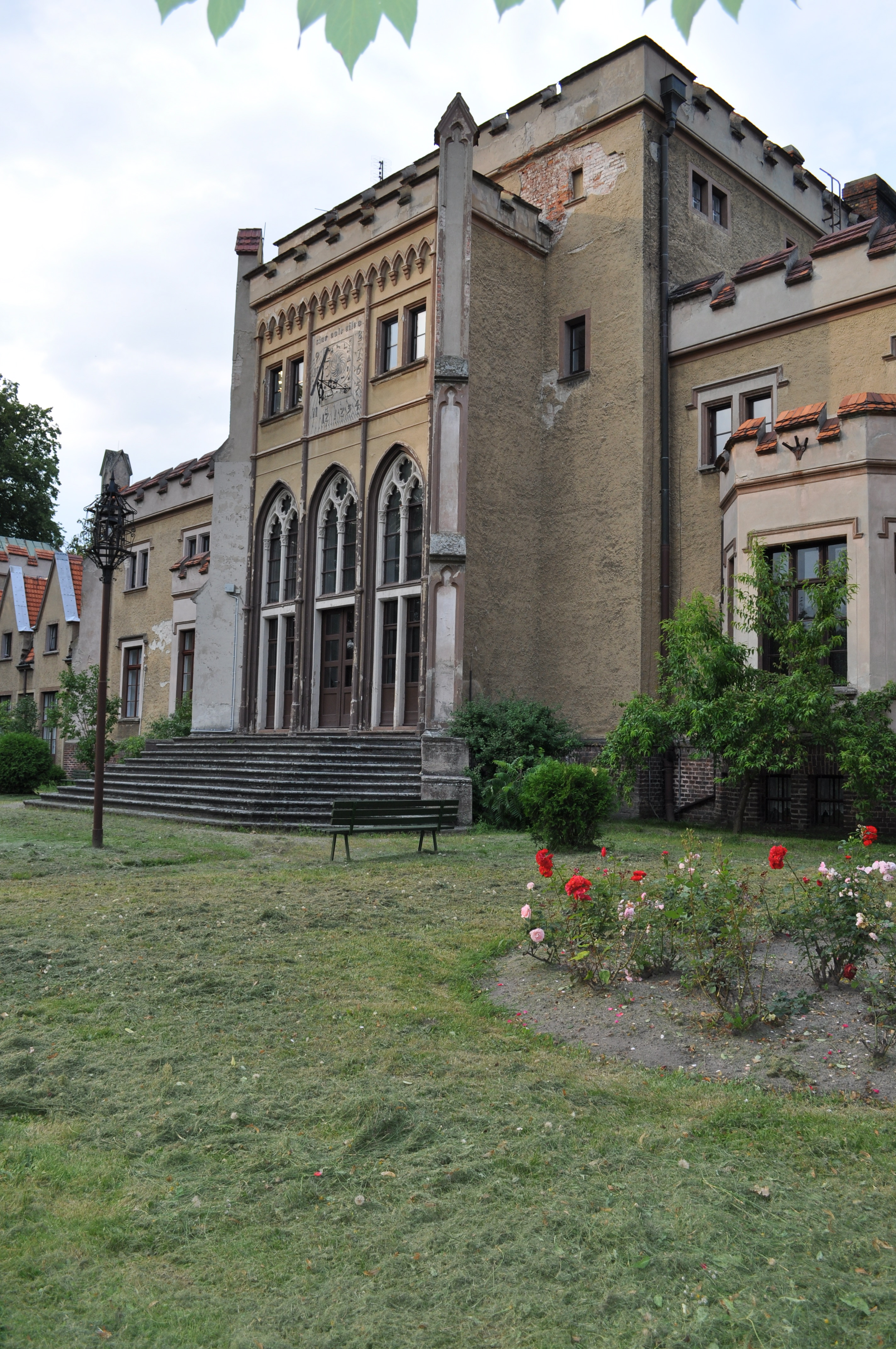
Façade arrière
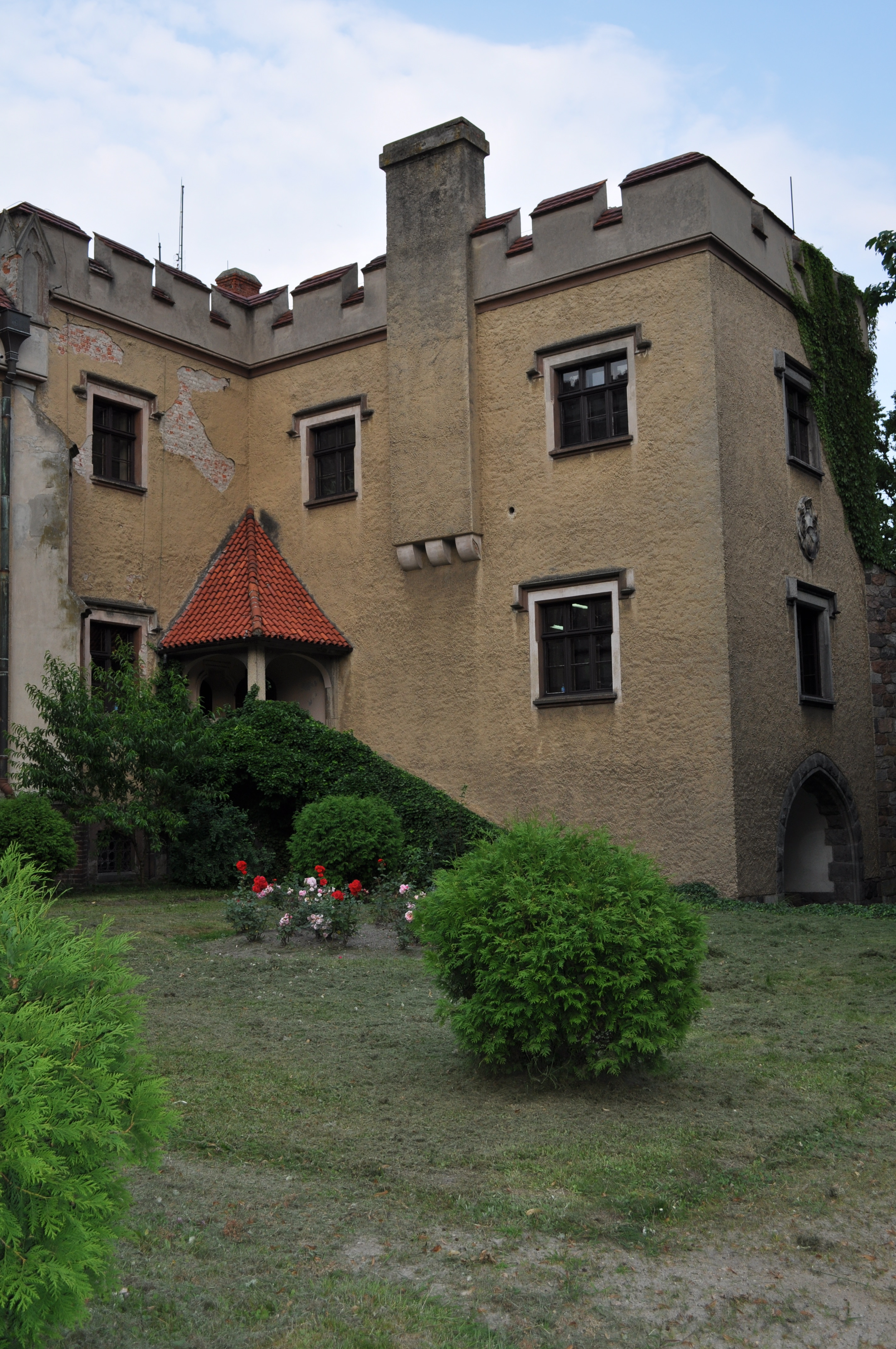
Détail d'une aile
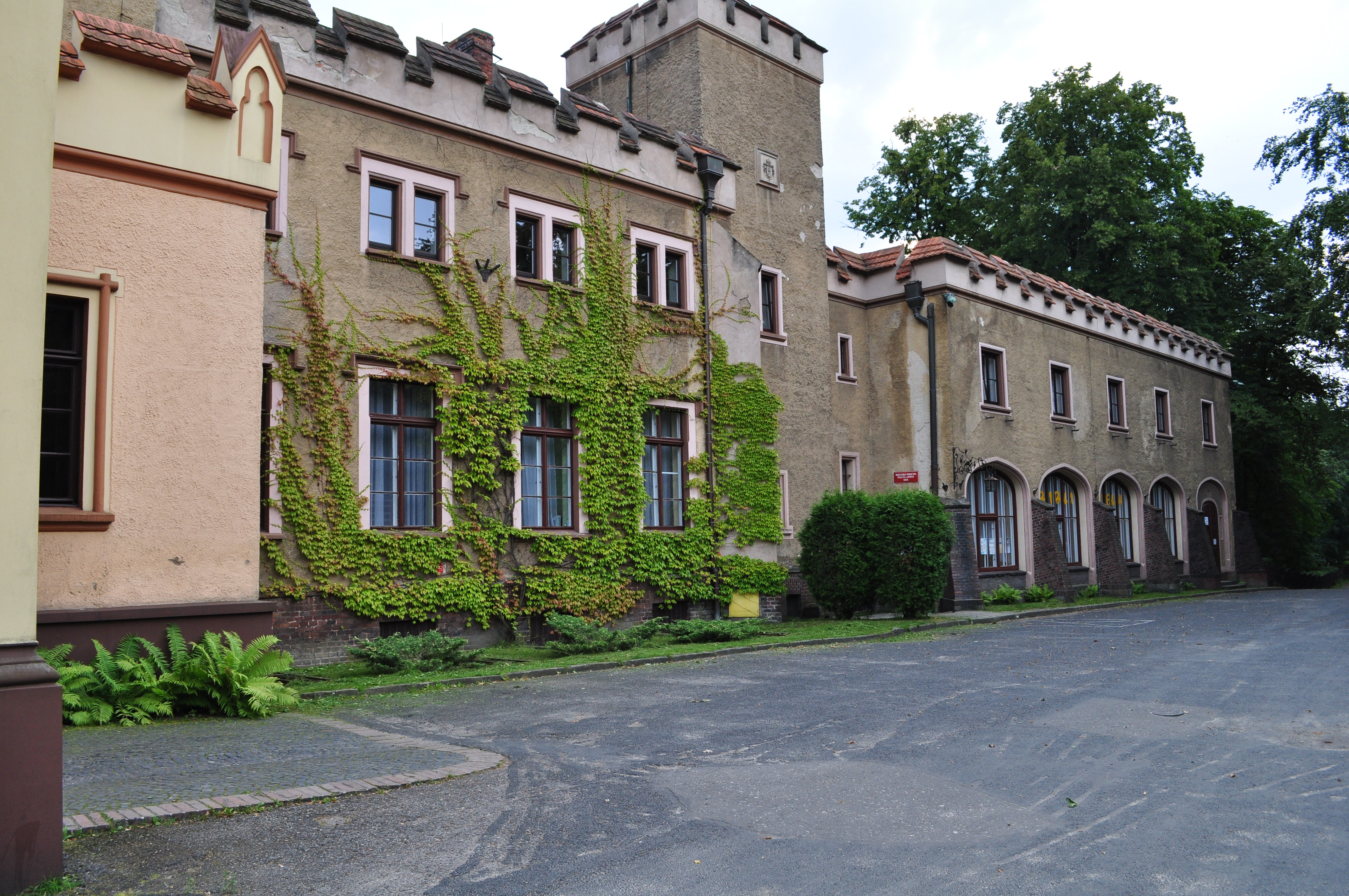
Aile abritant aujourd'hui la bibliothèque publique

## Source
- (pl) Cet article est partiellement ou en totalité issu de l’article de Wikipédia en polonais intitulé « Pałac Radolińskich w Jarocinie » (voir la liste des auteurs).